# Партеније Павловић
Партеније Павловић (1695; Силистра – 1760; Сремски Карловци) српски теолог, епископ, књижевник и преводилац.
Као млад. добио је добро образовање на грчком и бугарском језику. До 1715 је студирао у Букурешту, онда обишли Венецију, Болоњу, Фиренцу, Падову, Рим, Напуљ, Крф и Јањину. У Костуру је слушао предавања о логици и математици на катедри монах Методија Антракитиса.
Годину дана био је наставник у Рисну (сада у Црној Гори), а потом је постао ђакон под именом Партеније у српском манастиру "Свети Сава", протосингел српског патријарха Арсеније IV Јовановић Шакабента. Ради у Сремским Карловцима, Београду, Печују и Бечу. По налогу патријарха Арсенија у време почетка аустро-турског рата предузмео је неки тајни задатак у бугарским земљама и живео у Силистра, Пловдиву, Софији, и Рилском манастиру, до 1735.године.
Након повлачења аустријске војске из Ниша и гушења у крви побуне у Нишу, са патријархом Арсенијем и хиљадама избеглица емигрирао је у Хабсбуршку монархију и остатак свог живота провео у егзилу.
Године 1750. постао је епископ.  Изабран ја за првог православног митрополита Трансилваније, али га је смрт 29. априла, 1760. спречила да ступи на ту дужност.
Међу сачуваним делима су писма руске царице Јелисавете I Петровне, преводи црквених књига, бројне белешке, неколико аутобиографских радова и две песме - "Песма Русији" и "Похвала српских краљева" (24 мај 1733, рукопис Бр. 267 Народне библиотеке Софије). Преведено са грчког на славеносрпски "Ода на воспоминаније втораго Христова пришествија" 